# Świłko Podleśne
Świłko Podleśne – dawny folwark i osada. Tereny, na których leżały, znajdują się obecnie na Białorusi, w obwodzie witebskim, w rejonie głębockim, w sielsowiecie Podświle.

## Historia
W czasach zaborów dwór w powiecie dzisieńskim, w guberni wileńskiej Imperium Rosyjskiego. Pod koniec XIX wieku należał do Januszkiewiczów.
W latach 1921–1945 folwark i osada leżały w Polsce, w województwie wileńskim, w powiecie dziśnieńskim, w gminie Plisa.
Według Powszechnego Spisu Ludności z 1921 roku zamieszkiwało:
- folwark – 21 osób, 5 było wyznania rzymskokatolickiego a 16 prawosławnego. Jednocześnie 5 mieszkańców zadeklarowało polską a 16 białoruską przynależność narodową. Były tu 3 budynki mieszkalne[2]. W 1931 w 10 domach zamieszkiwało 56 osób[3].
- osadę – 8 osób, 6 było wyznania rzymskokatolickiego a 2 prawosławnego. Jednocześnie wszyscy mieszkańcy zadeklarowali białoruską przynależność narodową. Był tu 1 budynek mieszkalny[2]. W 1931 w 8 domach zamieszkiwało 48 osób[3].

Wierni należeli do parafii rzymskokatolickiej w Bobrowszczyźnie i prawosławnej w Świle. Miejscowość podlegała pod Sąd Grodzki w Głębokiem i Okręgowy w Wilnie; właściwy urząd pocztowy mieścił się w Podświlu.